# Крюковский, Матвей Васильевич
Матве́й Васи́льевич Крюко́вский (1781—1811) — русский драматург.

## Биография
Родился 16 (27) ноября 1781 года в Санкт-Петербурге.
Учился и служил в сухопутном кадетском корпусе, откуда был выпущен поручиком в армию. Потом он служил офицером при корпусе и, наконец, переводчиком в Комиссии составления законов.
Прежде чем он прославился как драматический писатель, он напечатал: перевод с немецкого Герешванда «О политической экономии», «Проект благотворительного сбора в пользу бедных девиц» (Периодическом издании вольного Общества любителей словесности, наук и художеств», 1804) и «О новейшем государственном хозяйстве» (СПб., 1807).
Увлекался псевдоклассицизмом и написал драму «Пожарский, или освобождаемая Москва», трагедия в 3 действиях (в стихах): СПб., 1807; 2-е изд.— СПб., 1810; 3-е изд. — СПб., 1828; кроме того, она вышла дважды в немецком переводе — Karlsruhe, 1815 и СПб., 1834. Она была представлена в первый раз в Петербурге 22 мая 1807 года и имела большой успех, — главным образом не за поэтические её достоинства, а вследствие подъёма в то время патриотического чувства; через несколько дней трагедия была повторена в Зимнем Дворце у императрицы Марии Фёдоровны. В этом произведении, шедшем с громадным успехом, он искусно подражал Озерову. Талант Крюковского высоко ценили в своё время такие знатоки, как князь П. А. Вяземский. Крюковский был отправлен на казённый счёт учиться в Париже, где находился в течение 1808—1810 годов. Но вторая его трагедия: «Елисавета, дочь Ярослава», написанная в Париже и не сыгранная, но изданная уже после смерти автора (СПб., 1820), оказалось слабой. В 1811 году он скончался и надежды, которые он подавал как драматург, не оправдались.
Сочинения Крюковского были изданы в 1850 и 1854 годах (Смирдиным, вместе с сочинениями Грибоедова).